# Carlos Taibo Arias
Carlos Taibo Arias (Madrid, 12 de maig de 1956) és un escriptor, editor i exprofessor de Ciència Política a la Universitat Autònoma de Madrid. Carlos Taibo és un ferm partidari del moviment antiglobalització, del decreixement, de la democràcia directa i de l'anarquisme. És membre del consell editorial de Sin Permiso des de la seva fundació en 2006 i ha publicat articles a Público. És autor de més de trenta llibres en castellà i en gallec, en la seva majoria relatius a les transicions democràtiques a Europa central i oriental contemporània, així com sobre temes geopolítics d'interès general.

## Obra publicada
- La Unión Soviética de Gorbachov. Fundamentos, Madrid, 1989.
- Las fuerzas armadas en la crisis del sistema soviético. Los Libros de la Catarata, Madrid, 1993.
- Crisis y cambio en la Europa del Este. Alianza, Madrid, 1995.
- La Rusia de Yeltsin. Síntesis, Madrid, 1995.
- La transición política en la Europa del Este. Centro de Estudios Constitucionales, Madrid, 1996. En colaboración con Carmen González.
- Las transiciones en la Europa central y oriental.Los Libros de la Catarata, Madrid, 1998.
- La Unión Soviética. El espacio ruso-soviético en el siglo XX. Síntesis, Madrid, 1999.
- Para entender el conflicto de Kosova. Los Libros de la Catarata, Madrid, 1999.
- La explosión soviética. Espasa, Madrid, 2000.
- La desintegración de Yugoslavia. Los Libros de la Catarata, Madrid, 2000.
- A desintegración de Iugoslavia. Xerais, Vigo, 2001.
- Guerra en Kosova. Un estudio sobre la ingeniería del odio. Los Libros de la Catarata, Madrid, 2001.
- El conflicto de Chechenia. Los Libros de la Catarata, Madrid, 2005.
- Rusia en la era de Putin. Los Libros de la Catarata, Madrid, 2006.
- Parecia Não Pisar o Chão. Treze Ensaios Sobre as Vidas de Fernando Pessoa. Santiago de Compostela, 2010.
- Soviets, consejos de fábrica, comunas rurales. La otra Revolución Rusa.  Binissalem: Calumnia, 2017. ISBN 978-84-947945-0-6.
- Anarquismo y revolución en Rusia (1917-1921).  Santiago de Chile: Editorial Eleuterio, 2017. ISBN 978-956-9261-36-7.
- Los olvidados de los olvidados. Un siglo y medio de anarquismo en España, 2018. ISBN 978-84-9097-472-8.
- Ante el colapso. Por la autogestión y por el apoyo mutuo, 2019. ISBN 978-84-9097-672-2.
- Anarquistas y libertarias de aquí y de ahora, 2019. ISBN 978-84-9097-730-9.
- Anarquistas de ultramar. Anarquismo, indigenismo, descolonización, 2019. ISBN 978-987-86-2472-3.
- Colapso. Capitalismo terminal, transición ecosocial, ecofascismo.  Madrid: Catarata, 2020. ISBN 978-84-9097-891-7.
- Historias antieconómicas.  Madrid: Los Libros de la Catarata, 2020. ISBN 978-84-9097-979-2.
- El lector desmemoriado. Desventuras de un bibliofrénico, 2020. ISBN 978-84-122522-0-0.
- Decrecimiento. Una propuesta razonada.  Madrid: Alianza, 2021. ISBN 978-84-1362-175-3.[8]
- Decrecimiento en breve.  Santiago de Chile: Editorial Universidad de Santiago de Chile, 2020. ISBN 978-956-303-474-5.
- Contra los tertulianos. Sobre contertulios, intelectuales y conversos.  Madrid: Catarata, 2021. ISBN 978-84-1352-285-2.
- Marx y Rusia. Un ensayo sobre el Marx tardío.  Madrid: Catarata, 2022. ISBN 978-84-1352-362-0.
- O feitiço das línguas. Uma (pseudo)(auto)biografia linguística.  Santiago de Compostela: Através Editora, 2022. ISBN 978-84-16545-65-0.
- Anarquismos. Ayer, hoy y mañana, 2022. ISBN 978-84-1362-811-0.
- Ecofascismo. Una introducción, 2022. ISBN 978-84-1352-531-0.[9]

### Geopolítica
- Cien preguntas sobre el nuevo desorden. Suma de letras, Madrid, 2002.
- Guerra entre barbaries. Suma de letras, Madrid, 2002.
- Washington contra el mundo. Foca, Madrid, 2003. Col·laborador.
- ¿Hacia dónde nos lleva Estados Unidos? Ediciones B, Barcelona, 2004.
- No es lo que nos cuentan. Una crítica de la Unión Europea realmente existente. Ediciones B, Barcelona, 2004.
- La Constitución destituyente de Europa. Razones para otro debate constitucional. Los Libros de la Catarata, Madrid, 2005.
- Movimientos de resistencia frente a la globalización capitalista. Ediciones B, Barcelona, 2005.
- Crítica de la Unión Europea. Argumentos para la izquierda que resiste. Los Libros de la Catarata, Madrid, 2006.
- Rapiña global. Suma de letras, Madrid, 2006.
- Sobre política, mercado y convivencia. Catarata, Madrid, 2006. En col·laboració amb José Luis Sampedro.
- Movimientos antiglobalización. ¿Qué son? ¿Qué quieren? ¿Qué hacen? Los Libros de la Catarata, Madrid, 2007.
- Nacionalismo español. Esencias, memoria e instituciones. Los Libros de la Catarata, Madrid, 2007. Coordinador.
- Voces contra la globalización. Crítica, Barcelona, 2008. En col·laboració amb Carlos Estévez.
- 150 preguntas sobre el nuevo desorden. Los Libros de la Catarata, Madrid, 2008.
- Neoliberales, neoconservadores, aznarianos. Ensayos sobre el pensamiento de la derecha lenguaraz. Los Libros de la Catarata, Madrid, 2008.
- Fendas Abertas. Seis ensaios sobre a cuestión nacional. Xerais, Vigo, 2008.
- En defensa del decrecimiento. Los Libros de la Catarata, Madrid, 2009.
- Su crisis y la nuestra. Un panfleto sobre decrecimiento, tragedias y farsas. Los Libros de la Catarata, Madrid, 2010.
- Historia de la Unión Soviética (1917-1991). Alianza Editorial, Madrid, 2010.
- Contra los tertulianos. Los Libros de la Catarata, Madrid, 2010.
- El decrecimiento explicado con sencillez. Los Libros de la Catarata, Madrid, 2011. Amb il·lustracions de Pepe Medina.
- Nada será como antes. Sobre el movimiento 15-M. Los Libros de la Catarata, Madrid, 2011.
- El 15-M en sesenta preguntas. Los Libros de la Catarata, Madrid, 2011.
- España, un gran país. Transición, milagro y quiebra. Los Libros de la Catarata, Madrid, 2012.
- En defensa de la consulta soberanista en Cataluña. Los Libros de la Catarata, Madrid, 2014.
- Diccionario de neolengua. Sobre el uso políticamente manipulador del lenguaje. Los Libros de la Catarata, Madrid, 2015. Amb Enrique Flores.
- La desintegración de Yugoslavia, 2018. ISBN 978-84-9097-409-4.
- Comprender Portugal, 2018. ISBN 978-84-9097-619-7.
- Iberia vaciada. Despoblación, decrecimiento, colapso. Los Libros de la Catarata, Madrid, 2021.
- Rusia frente a Ucrania. Imperios, pueblos, energía.  Madrid: Catarata, 2022. ISBN 978-84-1352-409-2.
- En la estela de la guerra de Ucrania. Una glosa impertinente.  Madrid: Los Libros de la Catarata, 2022. ISBN 978-84-1352-549-5.